# Бомбодержатель

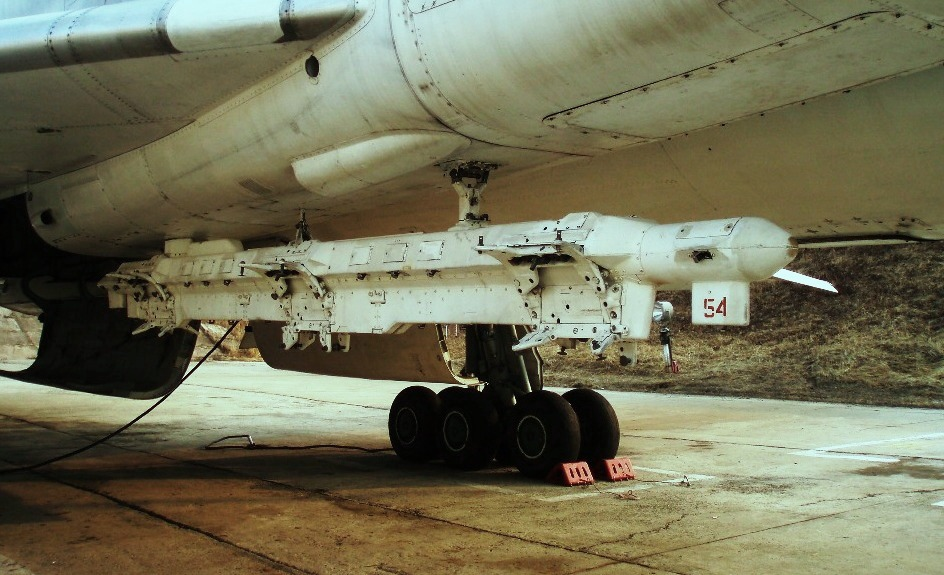
Балочный держатель внешней бомбовой подвески МБД-3-У9М-01

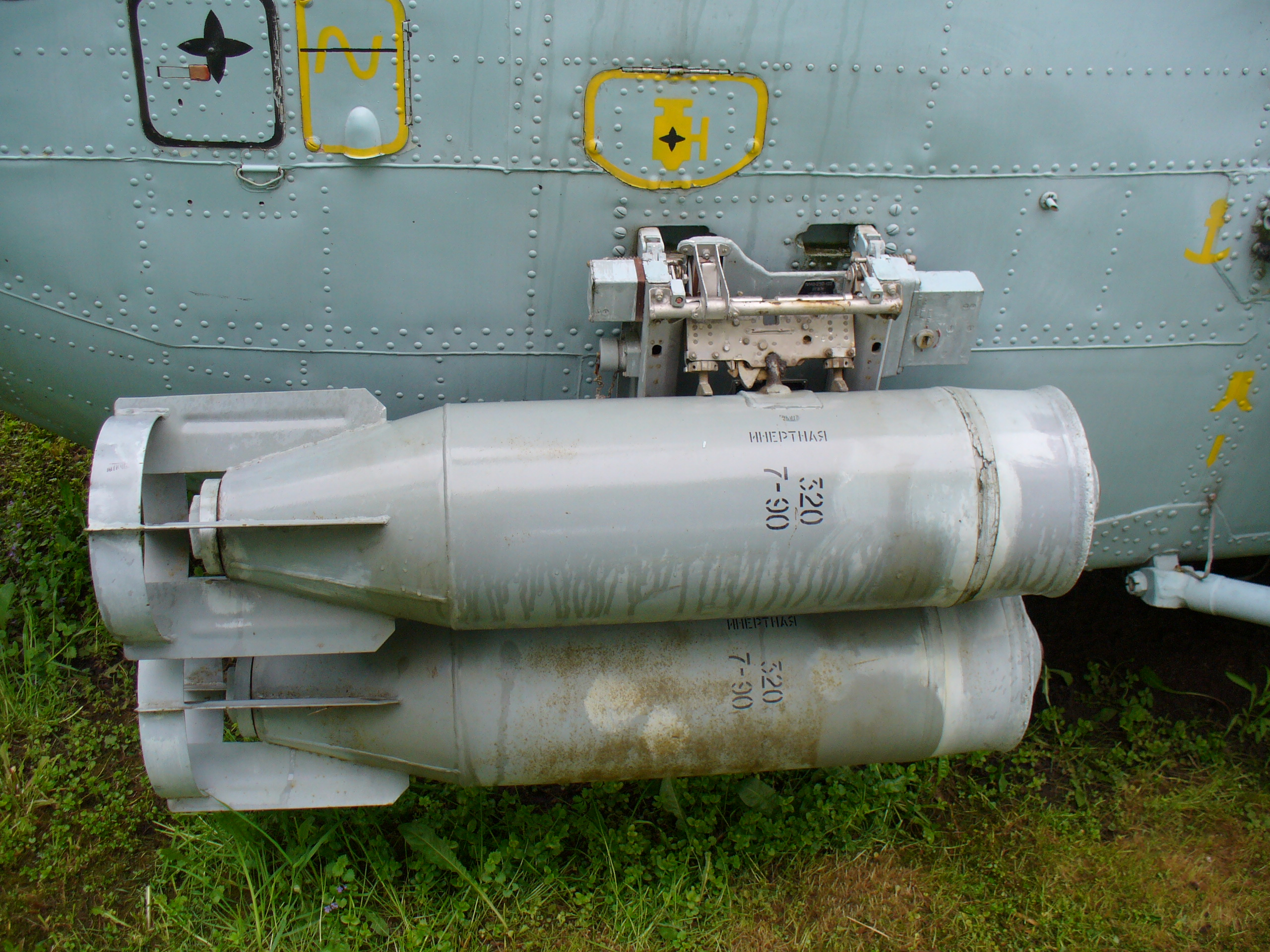
Кассетный держатель КД-2-323 с противолодочными бомбами на внешней подвеске вертолёта Ка-27

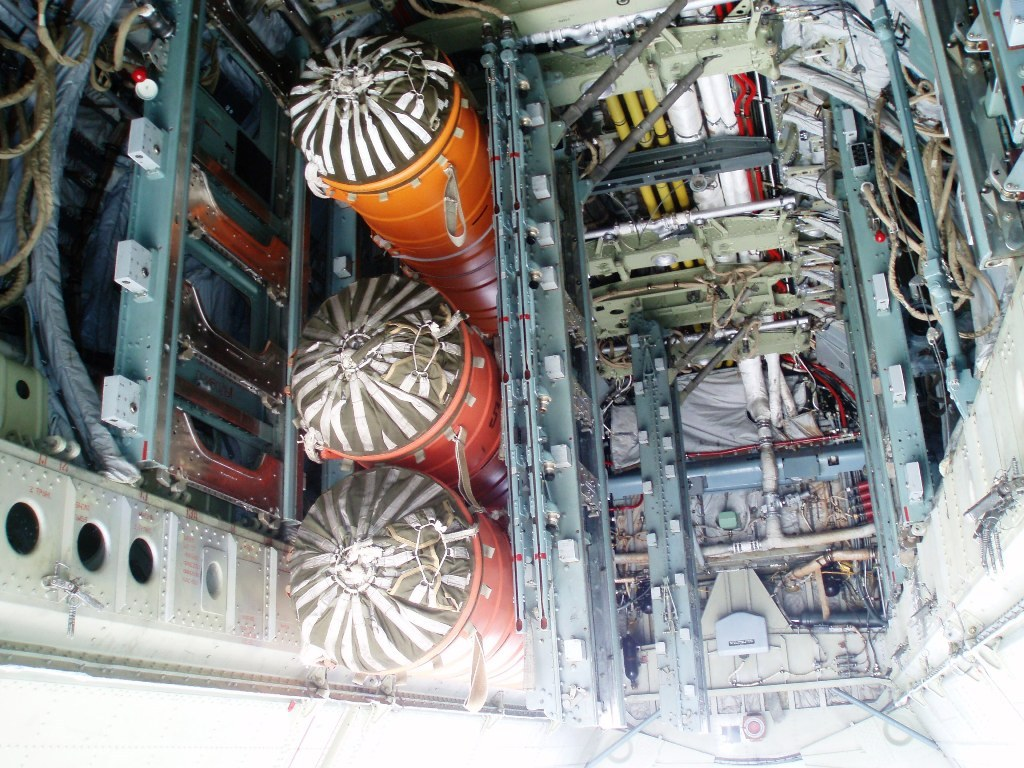
Спасательные кассеты в грузовом отсеке Ту-142М

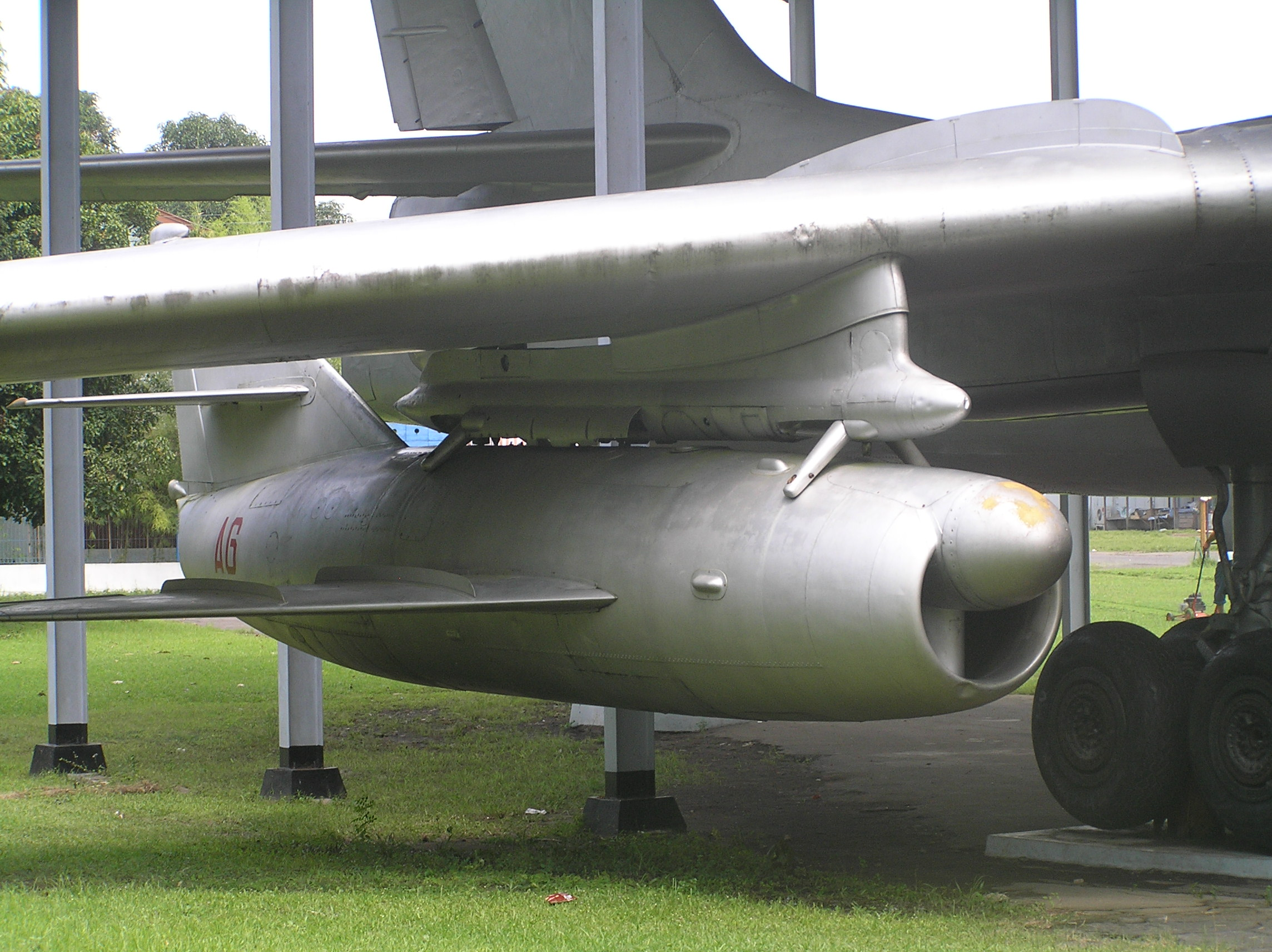
Крыльевой балочный держатель БД-352 с подвешенной ракетой КС-1, самолёт Ту-16

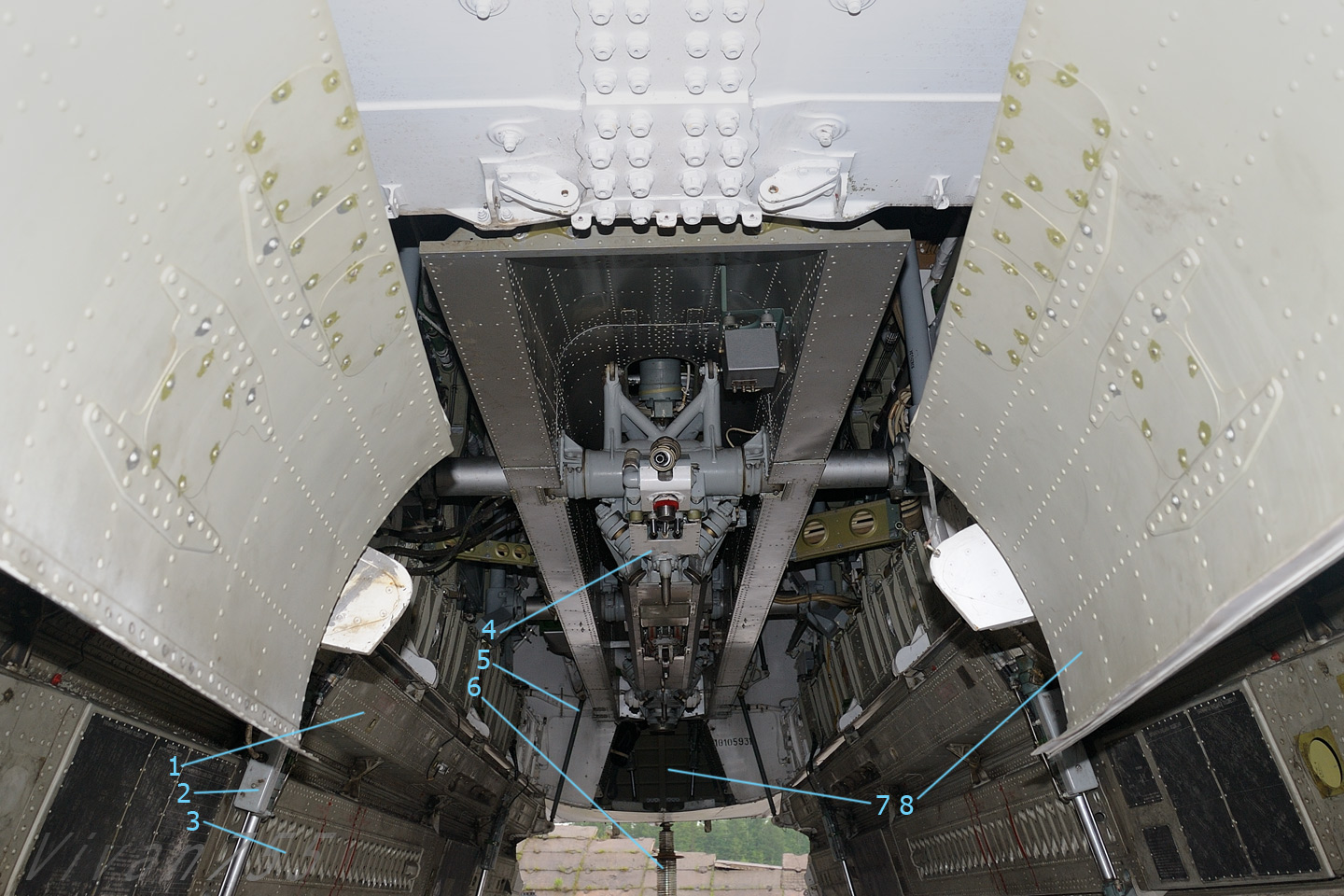
Балочный держатель БД-45Ф для подвески ракеты (4) в грузоотсеке Ту-22М3

Бомбодержатель — держатель вооружения. Это устройство для подвески боеприпаса (-ов), с которого объект поражения отделяется только под действием массовых или аэродинамических сил (либо с некоторой помощью). У авиационных специалистов термина бомбодержатель - нет, так как номенклатура боеприпасов зачастую намного шире, чем только бомбы.
Держатели делятся на:
- кассетные (КД) — это силовая рама из двух вертикальных стоек, связанная поперечинами;
- мостовые (МД) — это пространственная ферма с балкой;
- балочные (БД), основной силовой элемент — балка;
- ящичные или контейнерные;
- многопозиционные (барабанные, применяются только на Ту-95МС и Ту-160)

Держатели могут быть рассчитаны на подвеску как одного боеприпаса, так и нескольких однотипных боеприпасов — они называются многозамковые. На некоторых типах ЛА применяются специальные переходные узлы на держатели, расширяющее номенклатуру возимых боеприпасов. Все держатели внешней подвески имеют стопорные устройства в виде ухватов с аутригерами, для выборки люфтов.
КД используются для подвески относительно небольших изделий — бомб калибром до 3000 кг (ФАБ-250, ФАБ-500, ФАБ-3000 — в зависимости от типа держателя), радиогидробуёв (РГБ) и др. Например, держатель КД3-22Р может нести три бомбы калибром 500 кг либо четыре бомбы калибром 250 кг, держатель КД4-105А — одну бомбу калибром до 3000 кг либо две калибром 1500 кг. При установке нескольких КД самолёт может нести до нескольких десятков изделий.
БД используются для подвески тяжёлого вооружения — например, БД6-105А способен нести авиабомбу ФАБ-9000 (калибром, как следует из маркировки, 9000 кг).
Многозамковый балочный держатель МБД-3-У9 предназначен для внешней подвески 9 бомб калибра до 500 кг.
Многопозиционная катапультная установка МКУ-6-5У, стоящая на Ту-95МС и Ту-160, проворачивается в нужное положение гидроприводом, для питания которого на Ту-95 ввиду отсутствия мощной самолётной гидросистемы установлены две автономные электрогидравлические установки (АЭГУ, основная и резервная), а на Ту-160 применяются самолётные гидросистемы. Каждая АЭГУ состоит из двух насосов с асинхронными двигателями МТ-8,5 мощностью 8,5 кВА (аналогичные применены в качестве насосных станций гидросистем Ту-154), бака и датчиков.